# 埼玉短期大学
埼玉短期大学（さいたまたんきだいがく、英語: Saitama Junior College）は、埼玉県加須市花崎519に本部を置いていた日本の私立大学である。1989年に設置され、2008年に廃止された。大学の略称は埼短またはS・J・C。

## 概要

### 大学全体
- 埼玉県加須市に所在した日本の私立短期大学で、設置主体は学校法人佐藤栄学園。
- 学科数3、入学総定員200名体制で1989年に開学。キャンパスは系列校である花咲徳栄高等学校と隣接していた。
- 2006年度の入学生を最後に[注釈 2]、2008年に短期大学としての使命を終える[2]。卒業証明書などの発行等に関しては系列校である平成国際大学が業務を引き継いで行っている。

### 建学の精神（校訓・理念・学是）
- 埼玉短期大学における建学の精神は「人間是宝」[3]。

### 教育および研究
- 埼玉短期大学に設置されていた学科の一つである情報メディア学科には、全国の短大でも少数の数学に関する専門科目も設けられていた。

### 学風および特色
- 国際交流が盛んに行われていた。
- 個別指導に力をいれていた。
- 5月20日が創立記念日となっていた[4]。

## 沿革
- 1987年 設置認可の申請を行う[5]。
- 1988年 立地が具体化される[6]。
- 1988年
  - 12月22日 左記を以て文部省[注 2]より短期大学の設置が認可される[7]。
- 1989年
  - 4月1日 埼玉短期大学が以下の学科体制にて開学する。
    - 国語学科 入学定員60名
    - 英語学科 入学定員60名
    - 情報処理学科 入学定員80名

  - 5月1日 学生数[8]/定員[9]
    - 国語学科 82[注 3]/60
    - 英語学科 74[注 4]/60
    - 情報処理学科 108[注 5]/80
- 1991年
  - 4月1日 各学科の入学定員を以下の通り変更する[注 6]。
    - 国語学科 60→100
    - 英語学科 60→100
    - 情報処理学科 80→150

  - 5月1日 学生数[13]/定員
    - 国語学科 207[注 7]/160
    - 英語学科 199[注 8]//160
    - 情報処理学科 282[注 9]//230
- 1996年
  - 4月1日 学科の入学定員を以下の通り変更する[14]。
    - 国語学科 100→80
    - 英語学科 100→80
    - 情報処理学科 150→100

  - 5月1日 学生数[15]/定員
    - 国語学科 209[注 10]/180
    - 英語学科 178[注 11]/180
    - 情報処理学科 296[注 12]/250
- 1999年
  - 5月1日 学生数[16]/定員
    - 国語学科 188[注 13]/160
    - 英語学科 155[注 14]/160
    - 情報処理学科 255[注 15]/200
- 2002年
  - 4月1日 学科名を以下の通り変更する[17]。
    - 国語学科→日本文化コミュニケーション学科
    - 英語学科→国際コミュニケーション学科
    - 情報処理学科→情報メディア学科
- 2006年
  - 4月1日 この年度をもって全学科の学生募集を最後となる[注釈 2]。
- 2008年
  - 7月31日 正式に廃止される。

## 基礎データ

### 所在地
- 埼玉県加須市花崎519[注釈 1]

### 象徴
- 埼玉短期大学のカレッジマーク[注 16]

## 教育および研究

### 組織

#### 学科
- 日本文化コミュニケーション学科
- 国際コミュニケーション学科
- 情報メディア学科

#### 専攻科
- なし

#### 別科
- なし

#### 取得資格について
- 中学校教諭二種免許状[20]
  - 国語：日本文化コミュニケーション学科
  - 英語：国際コミュニケーション学科
  - 数学：情報メディア学科

#### 附属機関
- 図書館

### 研究
- 「瑞光寺蔵『仮名書き法華経 九軸』について」[注 17]ほか
- 『学校法人 佐藤栄学園 埼玉短期大学 紀要』[22]

## 学生生活

### 部活動・クラブ活動・サークル活動
- 埼玉短期大学で活動していたクラブ活動[23]
  - 体育系：バスケットボール・バレーボール・剣道・ウェイトリフティング・フェンシング・サッカー・軟式野球ほか
  - 文化系：茶道・文芸ほか

### 学園祭
- 埼玉短期大学の学園祭は「華林祭」と呼ばれ、学生による模擬店が活発に行われていた[4]。

### スポーツ
- バドミントン部が、全国私立短期大学体育大会で個人優勝した実績がある。
- 剣道部が、埼玉県新人戦で第3位の実績をもつ。
- バレーボール部が、全国私立短期大学体育大会にて上位成績を修めている。
- ウェイトリフティングが、アジア大会および国際大会で上位を修めている。

## 施設

### キャンパス内
- 敷地面積は、1,639,700m2であり、その中に管理・講義室棟、情報・研究室棟、図書館・大講義室棟、第二講義室棟、コミュニティーセンター・ロマンが設置されていた。
- 図書館・大講義室棟は、古代ローマ時代をイメージしたものとなっていた。

### キャンパス外
- 那須・佐久・今井浜・箱根・菅平にそれぞれ校外施設をもっていた。

### 学生食堂
- カフェテリア形式となっており、収容定員はおよそ200名。

### 寮
- なし

## 対外関係

### 系列校
- 大宮法科大学院大学
- 平成国際大学
- 埼玉栄中学校・高等学校
- 栄東中学・高等学校
- 花咲徳栄高等学校
- 栄北高等学校
- さとえ学園小学校
- 埼玉工業専門学校
- 日本美術専門学校
- 北海道栄高等学校

## 卒業後の進路について

### 編入学・進学実績
- これまでの実績では、系列の平成国際大学ほか図書館情報大学・新潟大学・山口大学・広島市立大学・立正大学・工学院大学・京都外国語大学などがある[注 18]。